# Jeff Kober
Jeffrey L. Kober, bardziej znany jako Jeff Kober (ur. 18 grudnia 1953 roku w Billings, w stanie Montana) – amerykański aktor telewizyjny i filmowy.

## Filmografia

### Filmy fabularne
- 1986: Na ostrzu noża (Out of Bounds) jako Roy Gaddis
- 1987: Laguna Heat (TV) jako Vic Harmon
- 1988: Viper jako Matt Thomas / Richard Gelb
- 1988: Obcy przybysze (Alien Nation) jako Josh Strader
- 1988: Lucky Stiff jako Ike
- 1990: Pierwsza Potęga (The First Power) jako Patrick Channing
- 1993: Lista zabójstw (The Hit List) jako Richard Cordon
- 1993: Ostateczna sprawiedliwość (A Matter of Justice, TV) jako Talbot
- 1995: Odlotowa dziewczyna (Tank Girl) jako Booga
- 1998: Wojna Logana: Kwestia honoru (Logan’s War: Bound by Honor, TV) jako Sal Mercado
- 1999: Inferno: Piekielna walka (Inferno, Desert Heat) jako Beserko
- 2000: Amerykańska tragedia (American Tragedy, TV) jako Bill Pavelic
- 2002: Nigdy więcej (Enough) jako agent FBI
- 2003: Odwet (A Man Apart) jako Pomona Joe
- 2004: Hidalgo jako Sierżanat przy Wounded Knee
- 2005: Miłość – wędrówka bez kresu (Love’s Long Journey, TV) jako Mason
- 2012: Mama i ja (The Guilt Trip) jako Jimmy
- 2015: Zła krew (Bad Blood) jako Ray Baker

### Seriale TV
- 1985: V (serial telewizyjny) jako Gość Urzędnik
- 1985: Autostrada do nieba (Highway to Heaven) jako Julian Bradley
- 1985: Strefa mroku (The Twilight Zone) jako Młodszy Gliniarz
- 1986-87: Falcon Crest jako Guy Stafford
- 1987: MacGyver jako Matt Bell
- 1987: Ohara jako Nelson
- 1988-91: China Beach (Chińska plaża) jako sierżant Evan ‘Dodger’ Winslow
- 1993: Z Archiwum X jako Bear
- 1994: Strażnik Teksasu (Walker, Texas Ranger) jako Kurt Nypo
- 1996: Więzy krwi (The Embraced) jako Daedalus
- 1997: Strażnik Teksasu (Walker, Texas Ranger) jako Russell Stafford
- 1998: Kameleon (The Pretender) jako Clavell Dane
- 1999: Czarodziejki (Charmed) jako Jackson Ward
- 1999: Misja w czasie (Seven Days) jako James Rance
- 1999: Mroczne dziedzictwo (Poltergeist: The Legacy) jako Raymond Corvus
- 2000: JAG (serial telewizyjny) jako Rory Coulter
- 2000: Jordan w akcji jako Daryl Wood
- 2001: Nowojorscy gliniarze jako Tom
- 2002: Ostry dyżur (serial telewizyjny) jako Toby, ojciec Matta
- 2003: The Shield: Świat glin jako Bruce Rosen
- 2003: Peacemakers jako major Hansen
- 2003: CSI: Kryminalne zagadki Las Vegas jako Roger Wilder
- 2003: Obrońca (The Guardian) jako Fred Murphy
- 2004: Prawo i bezprawie jako Abraham / Eugene Hoff
- 2005: Zabójcze umysły (Criminal Minds) jako Leo
- 2006: 24 godziny (serial telewizyjny) jako Conrad Haas
- 2006: Podkomisarz Brenda Johnson (The Closer) jako Scott Campbell
- 2008: Wzór (serial telewizyjny) jako Brady
- 2009: Dowody zbrodni jako Jack Dubinski
- 2009: Tożsamość szpiega (Burn Notice) jako Falcone
- 2009-2013: Synowie Anarchii (Sons of Anarchy) jako Jacob Hale Jr. (Sezon 2–)
- 2010: CSI: Kryminalne zagadki Miami jako Glenn Harper
- 2010: Prawo i porządek: Los Angeles (Law & Order: Los Angeles) jako Toomey
- 2010: Lost: Zagubieni (Lost: Via Domus) jako mechanik
- 2012: CSI: Kryminalne zagadki Las Vegas jako Walter Hicks
- 2013: U nas w Filadelfii (It’s Always Sunny in Philadelphia) jako Odrażający Facet